# Calw rockt
Calw rockt ist ein überregional bekanntes, in der Regel eintägiges Classic-Rock-Festival, das jährlich in den Sommermonaten auf dem Marktplatz von Calw stattfindet. Das Programm besteht aus nationalen sowie internationalen Bands und Interpreten der sechziger, siebziger und achtziger Jahre. Calw rockt ist ein reines Stehkonzert. Die Kapazität des Marktplatzes beträgt ca. 5000 Personen.

## Entstehungsgeschichte
Calw rockt ist hervorgegangen aus dem Hermann Hesse-Festival 2002, mit dem die Stadt den 125. Geburtstag des in Calw geborenen Dichters und Literaturnobelpreisträgers Hermann Hesse feierte. Einer der Höhepunkte des umfangreichen Jubiläumsprogramms mit Konzerten von BAP und dem Rap-Poeten Torch, war der Auftritt der amerikanischen Rockband „Steppenwolf“  (Born to be Wild), die sich nach dem Hesse-Roman Der Steppenwolf  benannte.  Das Konzert unter dem Motto „Steppenwolf meets Steppenwolf“ vor rund 4000 Menschen fand in den Medien große Beachtung, unter anderem sendeten die „Tagesthemen“ noch am gleichen Abend einen längeren Beitrag.  Der Erfolg veranlasste die Stadt im Folgejahr am gleichen Ort ein Konzert mit der britischen Band „Status Quo“ durchzuführen. Danach zog sich die Stadt zurück und überließ die Veranstaltung der Marktplatz-Konzerte der Calwer Konzertagentur concetera GmbH, die seit 2004 die Reihe unter dem Titel „Calw rockt“ fortführt. Die Programmgestaltung obliegt den beiden concetera-Geschäftsführern Jürgen Ott und Reinhard Stöhr. Seit Anbeginn sind der Rundfunksender SWR1 und die Regionalzeitung Schwarzwälder Bote als Medienpartner dabei. Im Jahr 2015 wurde „Calw rockt“ europaweit als Marke geschützt.

## Calw rockt-Programme seit 2004
- 2004: Manfred Mann’s Earth Band, The Sweet
- 2005: Udo Lindenberg und das Panikorchester
- 2006: Bonnie Tyler, Chris Norman
- 2007: Jethro Tull
- 2008: Gary Moore, Ken Hensley / Hermann-Hesse-Festival mit Udo Lindenberg und das Panikorchester
- 2009: Eric Burdon, Barclay James Harvest, Ten Years After
- 2010: The Hooters, 10cc, Mother’s Finest
- 2011: Suzi Quatro, Spider Murphy Gang, The Sweet
- 2012: Peter Maffay[1] / Hermann-Hesse-Festival mit Udo Lindenberg und das Panikorchester
- 2013: Status Quo, Chris Norman
- 2014: Uriah Heep, Fish, Manfred Mann’s Earth Band / Hermann-Hesse-Festival mit Udo Lindenberg und das Panikorchester[2]
- 2015: Roger Hodgson und Band, Ray Wilson Genesis Classic[3]
- 2016: Suzi Quatro, The Sweet, The Hooters[4]

## Calw rockt und Udo Lindenberg
Das erste Calw-Konzert mit dem bekennenden Hermann Hesse-Fan Udo Lindenberg fand im Jahr 2005 im Rahmen von Calw rockt statt. Ein Jahr später gründete Lindenberg in der Hesse-Stadt Calw die Udo-Lindenberg-Stiftung, die sich unter anderem der Nachwuchsförderung im Rock-Pop-Bereich verschrieben hat. Seit 2008 findet im zweijährigen Rhythmus das Hermann-Hesse-Festival statt, das zum einen aus der Finalrunde des Nachwuchswettbewerbs „PanikPreis“, zum anderen aus einem vollen Udo Lindenberg-Konzert besteht. In den Jahren 2008, 2012 und 2014 wurde das Hermann-Hesse-Festival an Calw rockt angedockt und von der concetera GmbH im Auftrag der Udo Lindenberg-Stiftung durchgeführt. Das Calw-Konzert von Udo Lindenberg im Jahr 2012 nahm Matthias Matussek zum Anlass für die Spiegel-Titelgeschichte Ich mach mein Ding.